# Tjippsparv
Tjippsparv (Spizella passerina) är en fågel i familjen amerikanska sparvar inom ordningen tättingar. Den är vida spridd och mycket vanligt förekommande i Nord- och Centralamerika.

## Kännetecken

### Utseende

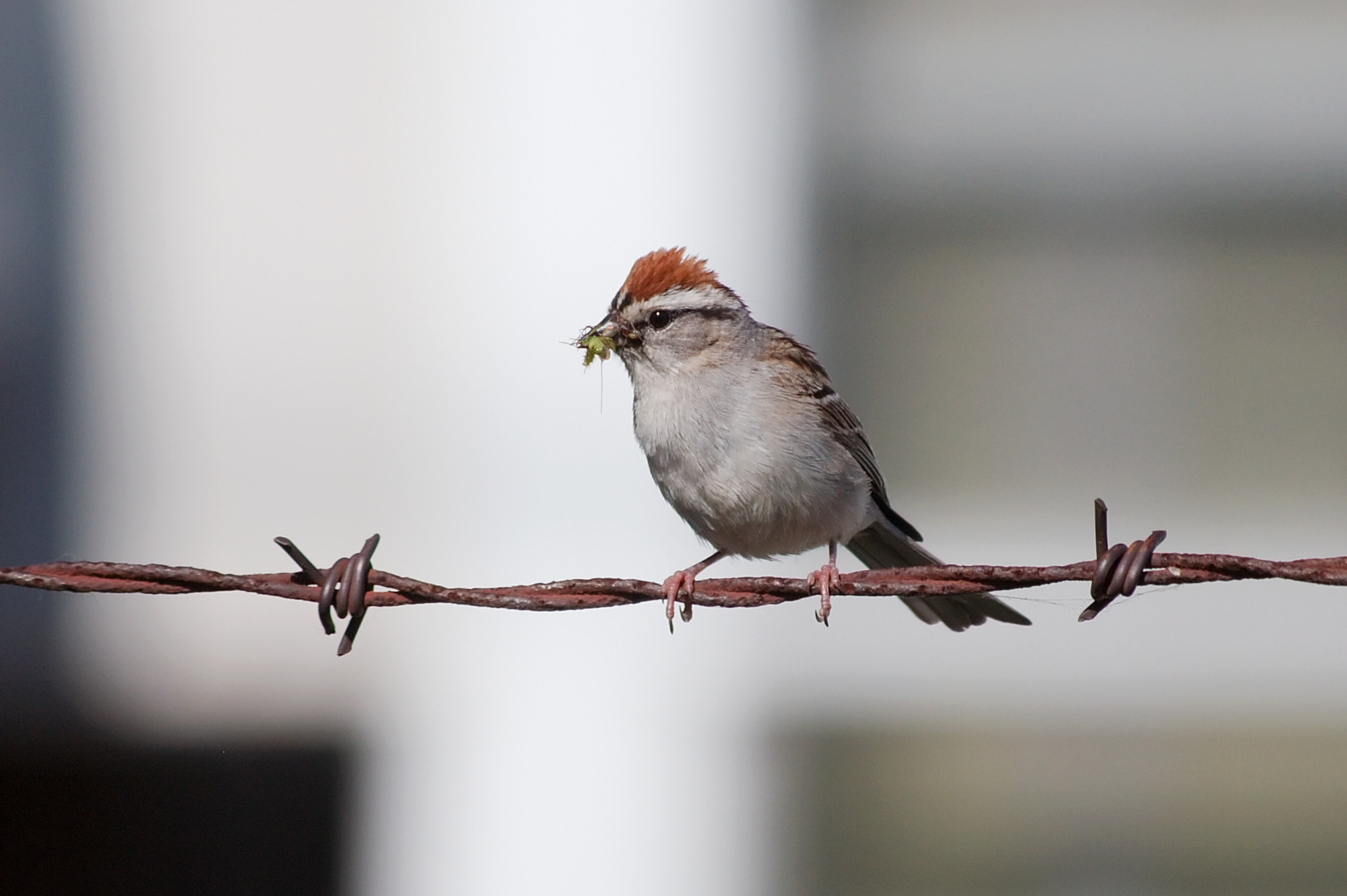
Adult i häckningsdräkt.

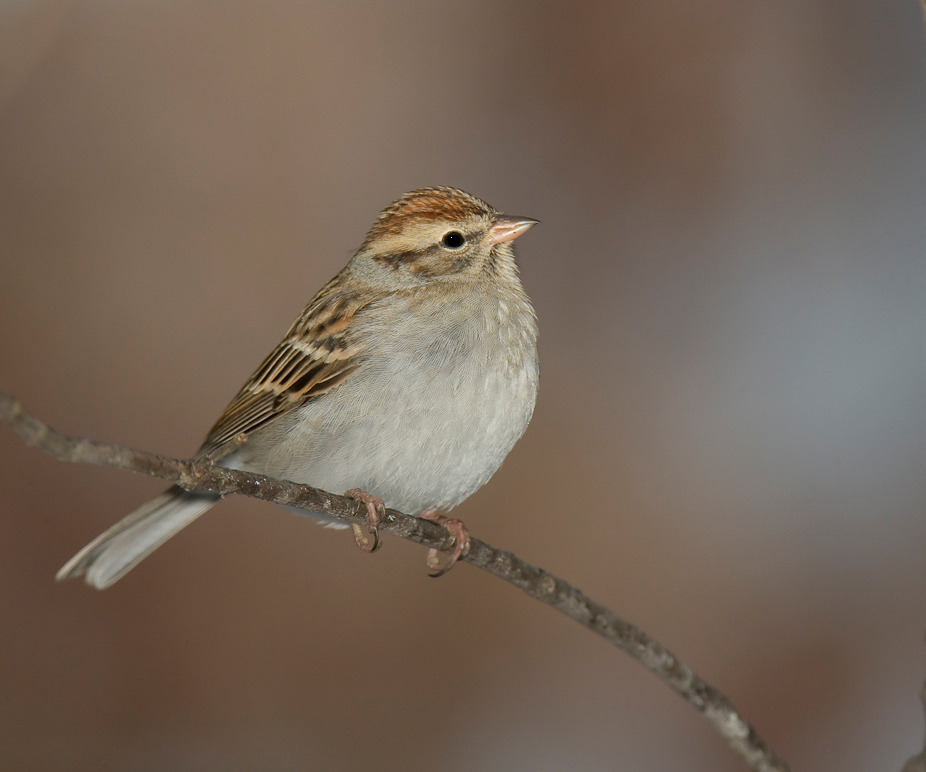
Vinterdräkt.

Tjippsparven är en liten (12–15 cm), slank och rätt långstjärtad amerikansk sparv med rätt liten näbb. I häckningsdräkt är den prydligt och distinkt tecknad med rent gråvit undersida, roströd hjässa samt tydligt svart ögonstreck och vitt ögonbrynsstreck. Vintertid är den mer dämpad i färgerna och därmed mer lik sina nära släktingar lerfärgad sparv och bleksparv, men kan särskiljas genom mörk tygel, gråaktig övergump och tydligast ögonstreck av de tre.

### Läte
Tjippsparven sjunger en monoton, torr och mekanisk drill av tjippande toner (därav namnet). Den liknar sången hos mörkögd junko, men är längre och mer skallrande. Bland lätena hörs vassa "tsip", i flykten ett ljust och tunt "tsiis".

## Utbredning och systematik
Tjippsparv delas in i fem underarter med följande utbredning:
- Spizella passerina arizonae – sydöstra Alaska och västra Yukon till norra Baja California, nordvästra Mexiko, flyttar till Oaxaca
- Spizella passerina passerina – sydöstra Kanada till södra Texas och South Carolina, flyttar till nordöstra Mexiko
- Spizella passerina atremaea – Mexiko (Sierra Madre Occidental till tallbältet i Nuevo León)
- Spizella passerina mexicana – högländer i västra Mexiko (Nayarit) till nordvästra Guatemala
- Spizella passerina pinetorum – tallskog i norra Guatemala (Petén) till nordöstra Nicaragua

Tjippsparven påträffas även regelbundet på Kuba och i Bahamas. Den har även vid ett tillfälle, i oktober 1981, observerats på ryska Wrangelön.

### Familjetillhörighet
Tidigare fördes de amerikanska sparvarna till familjen fältsparvar (Emberizidae) som omfattar liknande arter i Eurasien och Afrika. Flera genetiska studier visar dock att de utgör en distinkt grupp som sannolikt står närmare skogssångare (Parulidae), trupialer (Icteridae) och flera artfattiga familjer endemiska för Karibien.

## Levnadssätt
Tjippsparven är en mycket vanlig och vida spridd fågel som ofta ses i människans närhet. Den hittas varhelst det finns inslag av träd och gräsmarker, som i öppna skogsmarker och i skogsbryn, men även i parker, trädgårdar och utmed vägrenar. I bergstrakter kan den påträffas ända upp till trädgränsen. I västra USA rör den sig snart efter häckning till andra områden på jakt efter föda och för att rugga. Den kan då ses i mer öppna gräsmarker och till och med i alpin terräng. Detta har lett till missuppfattningen att den häckar i dessa miljöer.
Tjippsparven födosöker på marken, ofta i små lösa grupper, och tar skydd i buskage. Sången levereras från toppen av ett litet träd, gärna städsegrönt. Den livnär sig huvudsakligen av frön från en lång rad gräs- och örtsorter, men även små frukter som körsbär. Under häckningstid tar den också insekter.

### Häckning
Tjippsparven bygger ett löst bo, så fragilt att solljus kan skina igenom det. Det placeras vanligen lågt i en buske eller ett träd, men bon har även hittats i hängande korgar fyllda med mossa och på en gammal gräsklippare inne i en verktygsbod. Den lägger en till tre kullar med två till sju ljusblå till vita, lätt mörkfläckade ägg. Äggen ruvas i tio till 15 dagar, varefter ungarna är flygga efter ytterligare nio till tolv dagar.

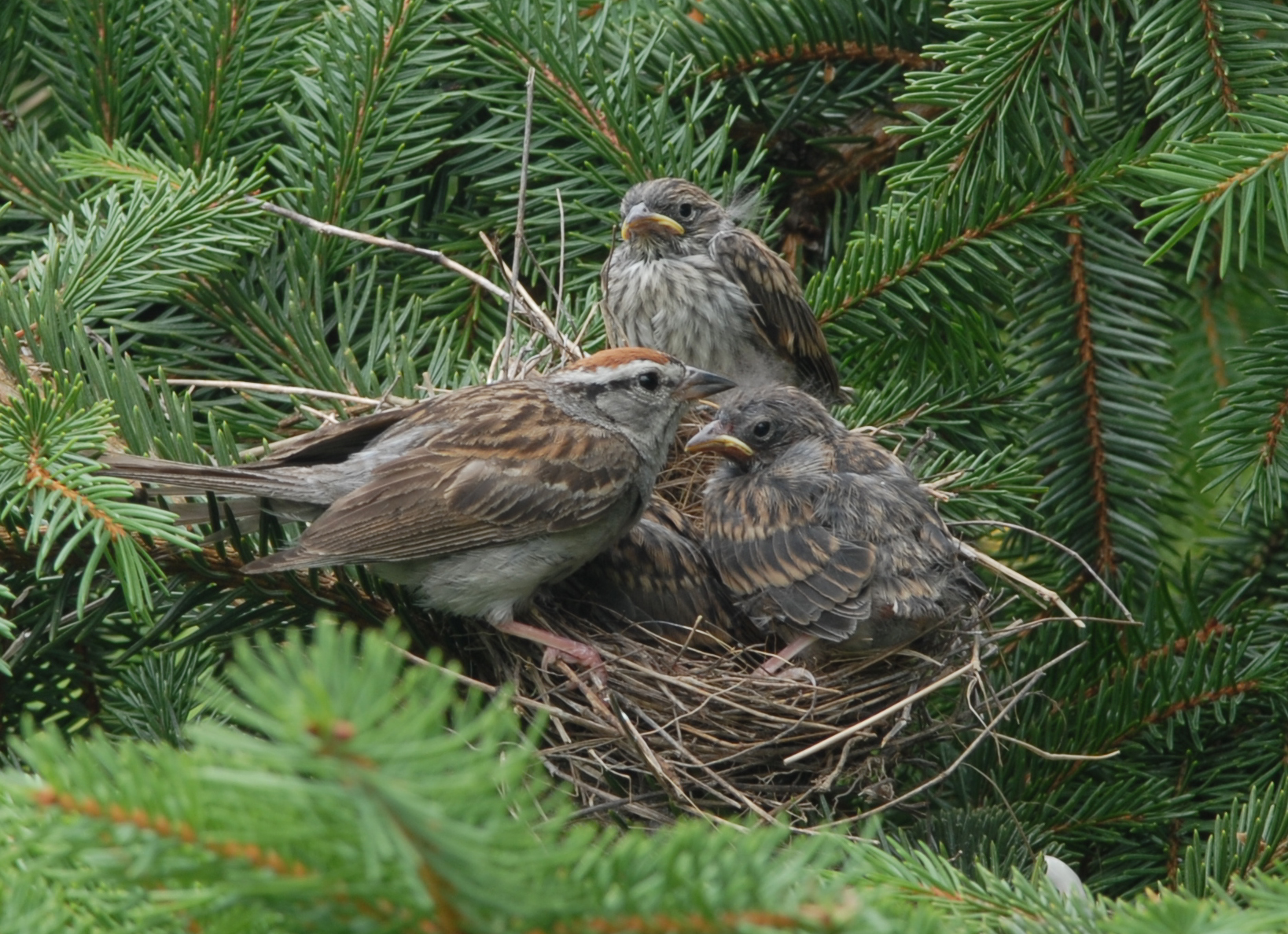
Tjippsparvsbo med ungar.

## Status
Tjippsparven är en mycket vanligt förekommande art med en uppskattad världspopulation på 240 miljoner häckande individer. Den tros dock minska något i antal. Internationella naturvårdsunionen IUCN kategoriserar den som livskraftig (LC).